# Eupithecia peckorum
Eupithecia peckorum là một loài bướm đêm trong họ Geometridae.